# Moora (Australia)
Moora – miasto w Australii, w stanie Australia Zachodnia.